# A beautiful greed
『A beautiful greed』（ア・ビューティフル・グリード）は、2009年7月29日に発売されたACIDMANの7作目のアルバム。

## 概要
- 前作「LIFE」から1年3ヶ月ぶりの発売。前作がメンバーのみの演奏で構成されていたが、本作では再び外部ミュージシャンを起用した曲が収録されている。
- 本作のテーマは「終末思想」で、タイトルの意味は「欲望すら美しい」。前作『LIFE』で一つの決着を迎えたと感じたことから、本作では「エグい所を埋める」「どれだけ自分がやりたいことをとことん追求して、ワガママ放題できるか？」「非情に見えるまでの強欲さを表現する」等をコンセプトに製作された。
- 今作でデビュー以来7作連続オリコンTOP10入り。また最高位を記録した。
- 初回限定盤はスペシャルパッケージ仕様。またライブツアー「ACIDMAN LIVE TOUR"A beautiful greed"」の各ツアー会場でメンバーが使用したサイン入りのピック・スティックが付いた「A beautiful greed BOX」の応募券封入。

## 収録曲
1. A beautiful greed (introduction)
インスト。ボーカルの大木がピアノを演奏し、四家卯大によるチェロが入る。
2. ±0
全英語詞。ネクソン「カウンターストライクオンライン」CMソング。
前作「LIFE」がアルバム全体を通してテーマを表現していたのに対し、今回は冒頭で全て提示したいということで作られた曲。
23rdシングル「EVERLIGHT」にてテッド・ジェンセンによるリマスタリングが収録。
3. CARVE WITH THE SENSE
17thシングル。
4. Who are you?
全英語詞。
歌詞は「季節の灯」にも通じる内容だという。
5. Under the rain
18thシングル。
6. ファンタジア
曲の原型を浦山一悟が考案。元々はポップなダンスチューンだったという。
歌詞の内容は「Who are you?」とリンクしている。
7. 星のひとひら
全日本語詞。
8. HUM
全英語詞。
歌詞中の「The world still goes on」は大木曰く「（世界は）生まれて消えてを永遠に繰り返していく」という意味。
9. ucess (inst.)
インスト。元々は知人のラウンジ(Ucess the lounge)がオープンする記念に制作された楽曲。
10. Bright & Right
メンバーは制作終盤まで本アルバムには合わない曲だと考えていたが、実際に収録してみるとすごく良かったという。
11. I stand free
16thシングル。
23rdシングル「EVERLIGHT」にてテッド・ジェンセンによるリマスタリングが収録。
12. OVER
全日本語詞で、ストリングス導入曲。
一度ボツ曲となった曲で、当初は収録される予定ではなかったが、ディレクターの進言により、歌詞を全て書き直した上で歌入れをやり直し、本作のラストトラックに収まった。

## 収録内容
| 全作詞: 大木伸夫、全作曲・編曲: ACIDMAN。 |                                      |          |            |      |
| #                                         | タイトル                             | 作詞     | 作曲・編曲 | 時間 |
| 1.                                        | 「A beautiful greed (introduction)」 | 大木伸夫 | ACIDMAN    | 2:05 |
| 2.                                        | 「±0」                               | 大木伸夫 | ACIDMAN    | 3:14 |
| 3.                                        | 「CARVE WITH THE SENSE」             | 大木伸夫 | ACIDMAN    | 3:20 |
| 4.                                        | 「Who are you?」                     | 大木伸夫 | ACIDMAN    | 3:47 |
| 5.                                        | 「Under the rain」                   | 大木伸夫 | ACIDMAN    | 4:32 |
| 6.                                        | 「ファンタジア」                     | 大木伸夫 | ACIDMAN    | 5:33 |
| 7.                                        | 「星のひとひら」                     | 大木伸夫 | ACIDMAN    | 4:33 |
| 8.                                        | 「HUM」                              | 大木伸夫 | ACIDMAN    | 5:49 |
| 9.                                        | 「ucess (inst.)」                    | 大木伸夫 | ACIDMAN    | 2:41 |
| 10.                                       | 「Bright & Right」                   | 大木伸夫 | ACIDMAN    | 4:40 |
| 11.                                       | 「I stand free」                     | 大木伸夫 | ACIDMAN    | 4:38 |
| 12.                                       | 「OVER」(Strings: 四家卯大)          | 大木伸夫 | ACIDMAN    | 5:17 |
| 合計時間:                                 | 合計時間:                            | 50:09    |            |      |

## ゲストミュージシャン
- A beautiful greed (introduction)
四家卯大（チェロ）
- ファンタジア
鶴谷崇（ピアノ）
- OVER
四家卯大（ストリングスアレンジ）
四家卯大ストリングス（ストリングス）